# Карташов, Михаил Николаевич
Михаил Николаевич Карташо́в (15 апреля 1937 — 1999) — советский художник кино. Народный художник России (1995).

## Биография
М. Н. Карташов родился 15 апреля 1937 года.
В 1962 году окончил ВГИК. Работал художником-постановщиком киностудии «Мосфильм», участвовал в создании многих многосерийных телефильмов, сотрудничал с режиссёрами С. Н. Колосовым, А. Б. Столпером.
Скончался в 1999 году. Похоронен на 10-м участке Троекуровского кладбища Москвы.

## Награды и премии
- Заслуженный художник РСФСР (1976)[1]
- Народный художник Российской Федерации (1995)[3]
- Государственная премия РСФСР имени братьев Васильевых (1976) — за оформление фильма «Помни имя своё»

## Фильмография
1. 1965 — Пакет
2. 1965 — Сквозь ледяную мглу
3. 1966 — Шуточка
4. 1967 — Операция «Трест»
5. 1968 — Семь стариков и одна девушка
6. 1969 — Адъютант его превосходительства
7. 1972 — Четвёртый
8. 1973 — Дети Ванюшина
9. 1974 — Помни имя своё
10. 1976 — Два капитана
11. 1976 — Преступление
12. 1977 — Диалог
13. 1978 — Уроки французского
14. 1980 — Назначение
15. 1982 — Ищите женщину
16. 1985 — Дороги Анны Фирлинг
17. 1994 — Любовь французская и русская
18. 1994 — Я свободен, я ничей
19. 1995 — Мещерские
20. 1997 — Волшебный портрет
21. 1998 — Судья в ловушке
22. 2000 — Дом для богатых